# Marco Podeschi
Marco Podeschi (San Marino, 5 febbraio 1969) è un politico sammarinese, Segretario di Stato nella XXIX legislatura della Repubblica di San Marino.

## Biografia
Dopo avere conseguito la maturità linguistica alla Scuola secondaria superiore della Repubblica di San Marino nel 1989, si è laureato nel 1995 in Scienze Internazionali e Diplomatiche con indirizzo di operatore internazionale, presso l'Università degli Studi di Trieste (sede distaccata di Gorizia).
Podeschi è stato nominato per la prima volta in Consiglio Grande e Generale nel 1998 tra le file del Partito Democratico Cristiano Sammarinese, dal quale poi uscirà per fondare prima i Democratici di Centro (2007) e poi l'Unione per la Repubblica (2011).
Verrà eletto nuovamente in Consiglio Grande e Generale nelle consultazioni politiche del 2012.
Nel 2016 è stato tra i fondatori del movimento politico Repubblica Futura, nato dall'unione di Unione per la Repubblica e Alleanza Popolare.
Alle elezioni politiche del 2016 è stato eletto per un altro mandato in Consiglio Grande e Generale e il 27 dicembre 2016 ha giurato come nuovo Segretario di Stato per l'Istruzione, la cultura, l'Università, la ricerca, l'Informazione, lo sport, l'innovazione tecnologica e i rapporti con l'AASS (Azienda autonoma di Stato per i servizi pubblici) della Repubblica di San Marino.
A causa della fine anticipata della legislatura il suo mandato si è concluso il 7 gennaio 2020.
Impiegato presso la Banca centrale della Repubblica di San Marino, è sposato con Alessandra ed ha due figli: Azzurra e Vittorio.